# Diagrama commutatiu

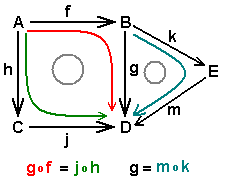
Un exemple de diagrama commutatiu. Per tal que el diagrama commuti, ha de ser g ∘ f = j ∘ h i g = m ∘ k.

En matemàtiques, i especialment en teoria de categories, un diagrama commutatiu és un diagrama de dues dimensions amb fletxes que organitzen rutes, de manera que tots els camins dirigits en el diagrama amb els mateixos punts inicial i final porten al mateix resultat. Els diagrames més senzills son en forma de triangle i quadrat commutatiu. Els diagrames commutatius tenen un paper important en teoria de categories, de la mateixa manera que les equacions en l'àlgebra. 
Aquestes convencions són tan comunes que els llibres de text no acostumen a explicar-ne el significat.

## Descripció
El diagrama es compon de:
- uns objectes (també coneguts com a vèrtexs)
- uns morfismes (també coneguts com a fletxes o arestes)
- un camí o composició

### Símbols de fletxes
En textos sobre àlgebra, es pot denotar el tipus de morfisme amb diferents símbols per a les fletxes:
- monomorfismes amb una {\displaystyle \hookrightarrow }
- epimorfismes amb una {\displaystyle \twoheadrightarrow }
- isomorfismes amb una {\displaystyle {\stackrel {\sim }{\rightarrow }}}
- una fletxa amb punts (similar a {\displaystyle -\;-\to }) acostuma a representar l'afirmació de què el morfisme indicat existeix sempre que la resta del diagrama sigui cert; opcionalment, aquesta fletxa pot estar etiquetada amb {\displaystyle \exists }.
  - si, a més, la fletxa està etiquetada amb {\displaystyle !} o amb {\displaystyle \exists !}, llavors el morfisme és únic.

### Verificar la commutativitat
La commutativitat té sentit per a un polígon de qualsevol nombre finit de costats (fins i tot 1 o 2), i un diagrama és commutatiu si tot subdiagrama poligonal és commutatiu.
Cal notar que un diagrama pot no ser commutatiu, és a dir, la composició de diferents camins del diagrama pot no proporcionar el mateix resultat.

## Frases
Quan es llegeix el significat d'un diagrama commutatiu, es poden utilitzar frases com "aquest diagrama commutatiu" o "el diagrama commuta".

## Exemples

En aquest diagrama, que representa el primer teorema d'isomorfisme, la commutativitat vol dir que.

La commutativitat del quadrat vol dir que.

Per tal que commuti el diagrama inferior, hom ha de tenir tres igualtats:
1. {\displaystyle r\circ h\circ g=H\circ G\circ l}
2. {\displaystyle m\circ g=G\circ l}
3. {\displaystyle r\circ h=H\circ m}

Com que la primera igualtat se segueix de les altres dues, per tal que el diagrama commuti només cal demostrar les igualtats 2 i 3. Tanmateix, com que la igualtat 3 no es deriva, en general, de les altres dues, no és suficient amb demostrar que les igualtats 1 i 2 són certes.

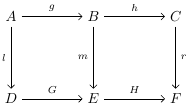

## Cerca diagramàtica

Diagrama commutatiu utilitzat en la demostració del lema dels cinc

La cacera de diagrames (també anomenada cerca diagramàtica) és un mètode de demostració matemàtica utilitzada especialment en àlgebra homològica. Donat un diagrama commutatiu, una demostració per cacera de diagrames implica l'ús formal de les propietats del diagrama, com les aplicacions injectives o exhaustives, o les successions exactes. Es construeix un sil·logisme, per al qual el diagrama és només un ajut visual. S'arriba a la conclusió buscant elements al llarg de l'esquema, fins a arribar a la construcció o a la verificació de l'element desitjat.
Alguns exemples de demostracions per cacera de diagrames són el lema dels cinc, el lema de la serp, el lema zig-zag o el lema dels nou.

## En teoria de categories superior
En teoria de categories superior, es consideren no només fletxes i objectes, sinó també fletxes entre les fletxes, fletxes entre fletxes entre les fletxes, i així successivament. Per exemple, la categoria de categories petites Cat és una 2-categoria, amb functors com a fletxes i transformacions naturals com a fletxes entre els functors. Amb aquest plantejament, els diagrames commutatius també poden incloure aquestes fletxes de nivell superior, que acostumen a representar-se amb unes línies dobles: {\displaystyle \Rightarrow }. Per exemple, el següent diagrama descriu dues categories C i D, amb dos functors F, G : C → D i una transformació natural α : F ⇒ G:

## Diagrames com a functors
Un diagrama commutatiu en una categoria C es pot interpretar com un functor des d'una categoria índex J cap a C; hom diu que el functor és un diagrama.
Més formalment, un diagrama commutatiu és una visualització d'un diagrama indexat per una categoria de conjunts parcialment ordenat:
- es dibuixa un node per a cada objecte de la categoria índex
- es dibuixa una fletxa per un conjunt generador de morfismes (ometent les aplicacions identitat i els morfismes que es poden expressar com a composicions)
- la commutativitat del diagrama (és a dir, la igualtat de diferents composicions d'aplicacions entre dos objectes) correspon a la unicitat d'una aplicació entre dos objectes en una categoria de conjunts parcialment ordenats

Recíprocament, donat un diagrama commutatiu, es pot definir una categoria de conjunts parcialment ordenats:
- els objectes són els nodes
- existeix un morfisme entre dos objectes qualssevol si i només si hi ha un camí (dirigit) entre els nodes

amb la relació que aquest morfisme és únic (qualsevol composició d'aplicacions ve definida pel seu domini i destinació: això és l'axioma de la commutativitat)
Tanmateix, no tot esquema commuta (la noció de diagrama generalitza estrictament la de diagrama commutatiu): per exemple, el diagrama d'un sol objecte amb un endomorfisme ({\displaystyle f\colon X\to X}), o amb dues fletxes paral·leles ({\displaystyle \bullet \rightrightarrows \bullet }, és a dir, {\displaystyle f,g\colon X\to Y}, de vegades conegut com un multidigraf lliure), tal com s'utilitza en la definició d'equalitzador, no té per què commutar. És més, els diagrames poden ser embolicats o impossibles de dibuixar quan el nombre d'objectes o morfismes és gran (o fins i tot infinit).